# Szent Regina
Szent Regina (francia: Sainte Reine, eredeti neve: Klementína) [forrás?]) (Autun, 236 – Alise-Sainte-Reine, 3. század második fele) francia szent, vértanú.

## Élete

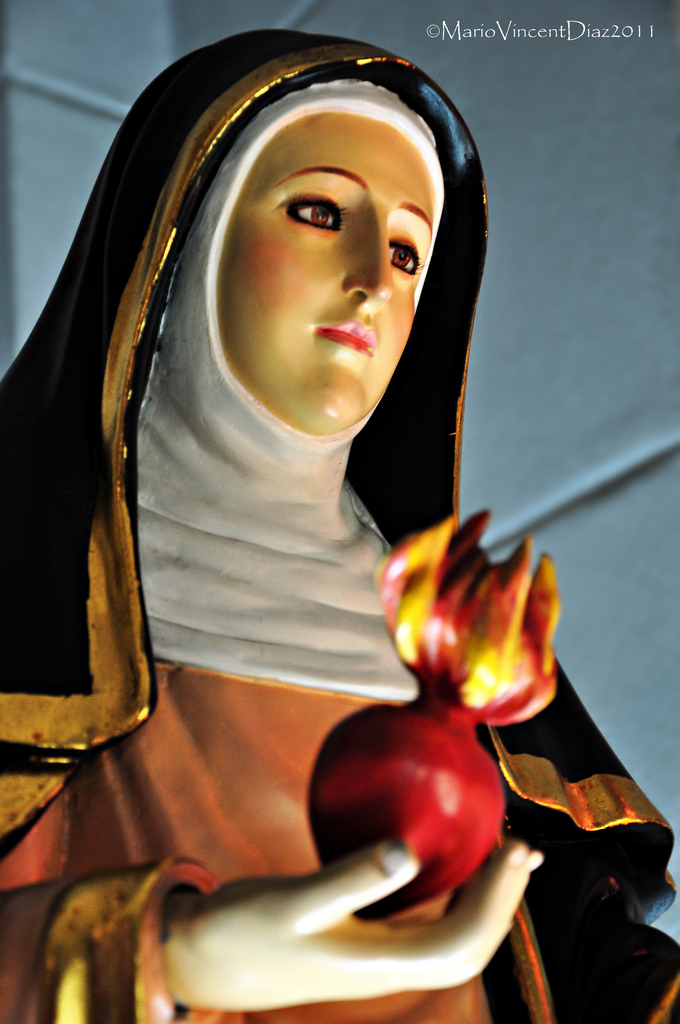
Francia templomi Szent Regina-szobor

Szent Regina 236-ban született Autunban. Édesanyja a szüléskor meghalt, apja pedig egy keresztény dajka gondjaira bízta, aki megkereszteltette a kislányt. Amikor ezt apja megtudta, megtagadta lányát.
Regina 15 éves volt, amikor Gallia kormányzójának, a római Olybriusnak megakadt a szeme rajta. Elhatározta, hogy mindenáron feleségül veszi őt. Szembesült a lány nemeslelkűségével és keresztény hűségességével. Ez nagyon felbosszantotta, majd kísérletet tett arra, hogy a lány megtagadja a hitét, de az eltökélten visszautasította ezt, és a házassági ajánlatra is nemet mondott. Olybrius megkínoztatta reginát, aki ennek ellenére sem engedett. Ezután lefejeztette őt Alesiában, amelyet Alise-Sainte-Reine-nek neveztek el később a vértanú után. Mártírhalálának pontos ideje ismeretlen: Decius keresztényüldözése idején, 251-ben, vagy Maximianus alatt, 286-ban történt. Reginát halála után hamarosan szentként kezdték tisztelni Autunban.
Számtalan mártirológiában említik mint tisztelt szentet. Reginát a katolikus egyház szeptember 7-én ünnepli. A Paderborni főegyházmegye június 20-án emlékezik meg róla. Régen körmenetet tartottak Dijon városában a tiszteletére. 827-ben ereklyéjét a flavignyi apátságban helyezték el, ahol 864-ben az életrajzát is lefordították. Több település található Franciaországban, amelyet Sainte-Reine-nek neveztek el emlékére.